# Silnik nadkwadratowy

Porównanie silników (od lewej): nadkwadratowego, kwadratowego i podkwadratowego

Silnik nadkwadratowy – silnik, w którym skok tłoka ma mniejszą wartość niż jego średnica, w przeciwieństwie do silnika podkwadratowego.

## Zastosowanie
Silniki nadkwadratowe stosuje się obecnie w niektórych samochodach osobowych, pojazdach sportowych i bolidach wyścigowych, motocyklach i mniejszych samochodach ciężarowych. Cechuje je lekki układ korbowy co w dużej mierze wpływa na dynamikę silnika, a także na generowanie dużej mocy w wysokich partiach obrotów.
Ponieważ w silniku nadkwadratowym, elementy ruchome poruszają się z mniejszą średnią prędkością i przyspieszeniem, można wkręcić je na wyższe obroty uzyskując tym samym więcej mocy z tej samej pojemności skokowej.

## Podsumowanie
Porównując silnik nadkwadratowy i podkwadratowy (o tej samej pojemności skokowej, stopniu sprężania i dawce paliwa), silnik nadkwadratowy będzie posiadał mniejszy moment siły, większą moc maksymalną i możliwość pracy na wyższych obrotach. Jest tak dlatego, że silnik nadkwadratowy posiada krótsze ramię wykorbione, tj. mniejszą „dźwignię”. Teoretyczne przyjmując, że pewien silnik o pojemności P z ramieniem wykorbionym o dł. 2,5 cm będzie posiadał x Nm, a silnik o pojemności P, lecz tym razem z długością ramienia wykorbionego równym 5 cm będzie wynosił 2x Nm (dochodzą jeszcze do tego bezwładności mas wirujących i posuwisto zwrotnych wpływające na dynamikę i zakres obrotów minimalnych i maksymalnych silnika).